# 四数金丝桃属
四数金丝桃属（学名：Ascyrum）是金丝桃科下的一个属。该属仅有四数金丝桃（Ascyrum filicaule）一种，分布于中国云南。